# Гандловка
Гандловка (словен. Handlovka) — річка в центральній Словаччині (округ Пр'євідза), ліва притока Нітри. Русло річки завдовжки 32 км, площа басейну 178 км². Джерело річки знаходиться в масиві горах Втачник на горі Білий Камінь на висоті 1135 м над рівнем моря. Впадає в Нітру між селами Кош, Опатовце-над-Нітроу та містом Новаки на висоті 246 м над рівнем моря. Річка протікає через міста Гандлова і Превідза.